# Load Sensing
L'architettura Load Sensing, impiegata nel campo dell'oleodinamica, è presente quando, nel circuito di controllo, la portata fluente nel distributore e diretta all'attuatore è indipendente dalle condizioni di carico ma in funzione solo dell'apertura del distributore stesso.
L'obiettivo del load sensing è quindi quello di avere una differenza di pressione costante ai capi del distributore in modo tale che la portata sia dipendente solo da quanto è aperta la valvola secondo l'equazione:
{\displaystyle Q=K*{\sqrt {P1-P2}}}
Dove P1- P2 è la differenza di pressione ai capi del distributore.
Il vantaggio di tale architettura è multiplo. Da un lato si ha un risparmio energetico e dall'altro un più semplice controllo della velocità dell'attuatore determinato dall'utilizzatore, semplicemente regolando l'apertura del distributore.
Questo tipo di architettura può essere realizzata sia con pompe a cilindrata fissa che a cilindrata variabile. Come per una sola utenza o per utenze multiple.

## Load Sensing ad una sola utenza
In questo caso il sistema oleodinamico è realizzato in modo tale che per ogni utenza ci sia una pompa ad alimentarla.

### Load sensing con pompa a cilindrata fissa e una singola utenza

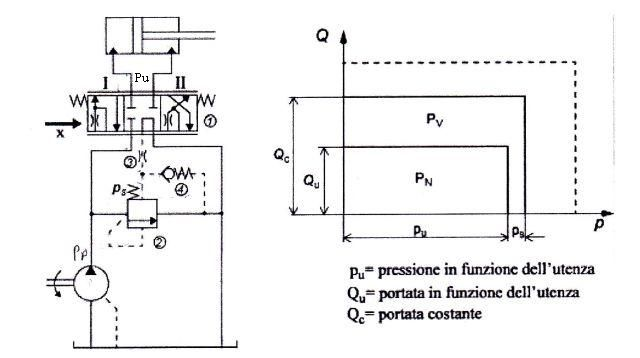
Sistema load sensing con pompa a cilindrata fissa a singola utenza

È presente una valvola compensatrice di portata dove il carico richiesto dall'utenza e la pressione di taratura della molla (pressione di standby) agiscono in chiusura della valvola stessa, mentre la pressione di mandata della pompa agisce in apertura della stessa.
In questo modo la differenza di pressione ai capi del distributore è costante e pari alla pressione standby.
Immaginando di aprire la valvola, le perdite nel distributore si riducono, comportando un aumento del K della valvola. La pressione in mandata della pompa decresce e quindi la valvola compensatrice di portata si chiude inviando più fluido all'attuatore. Questo in quanto il sistema, nel complesso, lavora per mantenere costante il {\textstyle dP} a cavallo del distributore. Ciò viene realizzato grazie alla valvola compensatrice di portata, sfruttando la relazione {\displaystyle Q=K*(P_{P}-P_{U})}, dove {\displaystyle K} è il coefficiente di perdita di carico del distributore, dato in funzione dell'apertura della valvola, {\displaystyle P_{P}} è la pressione di mandata della pompa, {\displaystyle P_{U}} è la pressione all'utilizzatore e {\displaystyle Q} la portata che fluisce, tramite il distributore, all'utilizzatore.
Si è quindi incrementata la velocità dell'attuatore aprendo ulteriormente il distributore.
Dal punto di vista energetico, mentre la portata della pompa è sempre disaccoppiata da quella richiesta dall'utenza, la pressione di mandata della pompa è di poco superiore a quella richiesta dall'attuatore (la differenza è data dalla pressione di standby), garantendo quindi una minore dissipazione energetica e un maggior rendimento del ciclo.

### Load sensing con pompa a cilindrata variabile e una singola utenza
Si passa all'architettura con pompa a cilindrata variabile con l'obiettivo di ridurre ulteriormente le dissipazioni energetiche accoppiando la portata erogata dalla pompa a quelle richiesta dall'utenza.
Ora la pompa a cilindrata variabile è collegata a un regolatore di portata che varia la cilindrata della pompa in base alla pressione dell'utilizzo e al pilotaggio della pressione di mandata della pompa.
Se la pressione di mandata della pompa è minore del carico richiesto dall'utenza aumentato del valore di taratura della molla (pressione di standby) il cassetto va a sinistra e la cilindrata della pompa cresce.
Se la pressione di mandata della pompa è maggiore del carico richiesto dall'utenza aumentato del valore di taratura della molla (pressione di standby) il cassetto va a destra e la cilindrata della pompa si riduce.
All'apertura del distributore si ha una riduzione del K della valvola stessa e quindi una pressione di mandata della pompa inferiore. Il cassetto si muove di conseguenza verso sinistra incrementando la portata, come richiesto.
Il diagramma energetico mostra come la portata erogata dalla pompa sia pari a quella richiesta dell'utenza. L'utilizzatore controlla la portata semplicemente variando l'apertura del distributore visto che la caduta di pressione ai suoi capi è costante e la portata indipendente dalle condizioni di carico.
La pressione di mandata della pompa è poi prossima a quelle richiesta dall'utilizzo. La differenza è infatti pari alla pressione di standby. Il sistema sente il carico e si adatta in funzione ad esso.

### Problematiche load sensing a singola utenza
- Saturazione della portata

Avviene al raggiungimento della massima portata erogabile.
In  questa condizione il compensatore di portata, nel caso di cilindrata fissa, è completamente chiuso oppure, nel caso di sistema provvisto di pompa a cilindrata variabile, il regolatore di pressione è completamente a sinistra.
Il sistema non è più in grado di incrementare la velocità dell'attuatore.
In queste condizioni la pressione di mandata della pompa è inferire e non più pari alla pressione del carico applicato maggiorato della pressione di standby.
- Saturazione della pressione

Quando il carico richiesto dall'utenza è troppo elevato e si ha l'ingresso in funzione della valvola di sicurezza con l'obiettivo di prevenire un eventuale danneggiamento dell'impianto e in particolare della pompa, a causa delle sovrappressioni.
In queste condizioni si ha una riduzione della portata erogata dal sistema fino alla condizione di attuatore fermo. Tale situazione si verifica quando il carico richiesto dall'utenza è pari alla pressione di taratura della valvola di sicurezza maggiorata dalla pressione di standby.

## Load Sensing ad utenze multiple

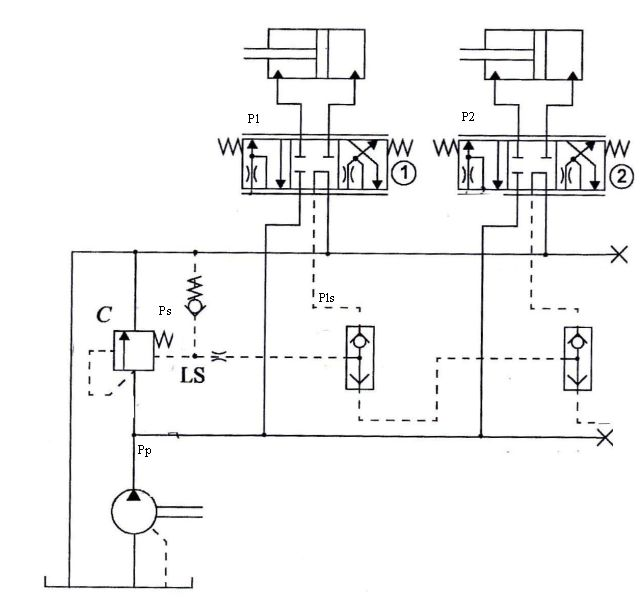
Sistema load sensing con pompa a cilindrata fissa ad utenze multiple

Diversamente dalla condizione di singola utenza, una pompa alimenta diversi utilizzatori.
Questa condizione è sicuramente più vantaggiosa dal punto di vista economico ma è caratterizzata da una maggiore complessità nel sistema di controllo e dalla necessità di usufruire di una pompa con portata maggiore.
Per ogni utenza è presente una valvola selettrice (shuttle) in modo tale che il load sensing sia alimentato con il carico maggiore.
La pressione di mandata della pompa, determinata dalla valvola di compensazione nel caso di pompa a cilindrata fissa o dalla regolatrice di pressione nel caso di cilindrata variabile, sarà quindi uguale alla pressione del carico più elevato maggiorata della pressione di standby (Ps).
Nel caso in cui tutte le utenze siano sollecitate con lo stesso carico il sistema si comporta come nei casi precedenti di singola utenza.
Se invece i carichi richiesti dalle utenze sono differenti allora solo il carico più elevato sarà controllato secondo l'architettura load sensing per singola utenza.
Le altre utenze non controllate andranno invece a una velocità più elevata.
Immaginando di avere due singole utenze e di far variare il carico al variare del tempo si hanno infatti le seguenti 4 diverse condizioni:
- Funzionamento regolare

I carichi delle due utenze sono uguali e crescono alla stessa maniera. La velocità dei due attuatori è quindi la stessa e la portata della pompa cresce linearmente. La differenza di pressione ai capi del distributore per ogni singola utenza è pari alla pressione di standby.
- interferenza

In questa situazione un carico rimane costante mentre il restante continua a crescere. Solo il carico più elevato sarà regolato secondo l'architettura load sensing. La pressione di mandata della pompa crescerà conseguentemente, la velocità del carico crescente rimane costante mentre la portata diretta al carico costante crescerà in maniera parabolica. Per questa utenza infatti la differenza di pressione ai capi del distributore è crescente e data dalla pressione della pompa (legata a quella di load sensing e in aumento) meno la pressione del carico (costante).
Questa regione è detta di interferenza dove incrementando il carico della prima utenza si riscontra un incremento della velocità per la seconda utenza.
- Saturazione di portata

La condizione precedente si ha fino a quando la somma delle portata alle due utenze è inferiore alla massima portata erogabile dalla pompa.
Una volta raggiunta tale condizione nessuna delle due utenze è regolata secondo load sensing. Come nel caso a singola utenza la pressione di mandata della pompa non è più pari a quella dell'utenza maggiore più il termine di standby, ma è appunto inferiore.
L'impianto si comporta come un semplice sistema in parallelo dove il carico meno elevato tenderà ad incrementare la sua velocità, quello più elevato invece mostrerà una riduzione della velocità. Tale condizione permane fino al raggiungimento della condizione di saturazione di pressione.
- Saturazione della pressione

Una volta che la pressione dell'utenza maggiore è pari alla pressione massima ammissibili, la portata per tale utilizzatore è nulla. Attuatore è fermo.

## Configurazione ad utenze multiple con compensatore locale

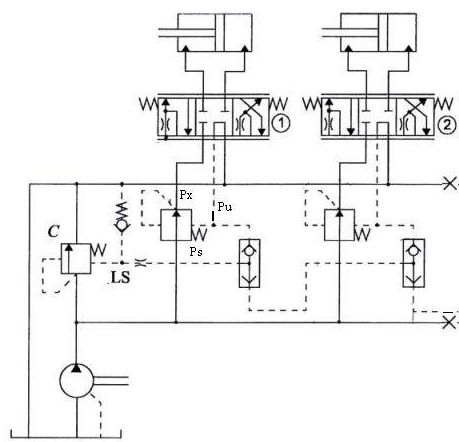
Sistema load sensing ad utenze multiple con compensatore locale

Con l'obiettivo di risolvere il problema dell'interferenza precedentemente illustrato si introduce nel sistema ad utenze multiple con compensatore locale.
La sua funzione è di mantenere costante e indipendente dal carico applicato, la differenza di pressione a cavallo del distributore, quando i carichi delle singole utenze sono differenti.
Il compensatore è comandato in apertura della pressione dell'utenza e dal carico della molla (pressione di standby). In chiusura è invece controllato dalla pressione a monte del distributore.
In questo modo la pressione a cavallo del distributore è sempre pari alla componente di standby del compensatore locale.
All'apertura del distributore, per ogni utenza, si ha una riduzione della pressione a monte del distributore stesso. Il compensatore tenderà ad aprirsi garantendo all'utenza quella portata maggiore richiesta.

## Architettura load-sensing antisaturazione
Viene adottato con l'obiettivo di avere una riduzione della portata fornita alle utenze in maniera uniforme, nel caso in cui venga raggiunta la saturazione della portata.
I sistemi load sensing ad utenze multipla, infatti, sono soliti mostrare un incremento della velocità del carico più basso a scapito del carico maggiore.
L'obiettivo è invece proprio quello di avere una riduzione di velocità uniforme per tutte le utenze.
Per ognuna di esse è presente un compensatore locale controllato in chiusura dal carico di load sensing e dalla pressione della molla ad esso associata (pressione di standby). L'apertura è invece determinata dalla pressione a valle del distributore.
Il carico a monte del distributore è pari invece alla pressione di load sensing maggiorata del termine di standby associato alla regolazione della cilindrata della pompa.
In questo modo ai capi del distributore è mantenuta una differenza di pressione sempre pari alla differenza delle due pressioni di standby precedentemente citate.
Non è logicamente presente il problema dell'interferenza.
Quando poi si raggiunge la condizione di saturazione della portata nonostante la pressione a valle della pompa sia inferire del carico di load sensing maggiorato della pressione di standby, la portata per ogni singola utenza dipende solo dall'apertura del distributore.

## Applicazioni
L'oleodinamica è da sempre associata alle applicazioni mobili grazie alla compattezza e all'elevata potenza specifica in grado di offrire.
Proprio con l'obiettivo di ridurre i consumi a vantaggio di un risparmi energetico e di garantire un controllo più preciso si sono introdotti il sistema load sensing a una sola utenza.
Sfortunatamente per ragioni di costi e di ingombri per applicazioni mobili non sempre è possibile usufruire di una pompa per ogni utenza.
Si sono quindi introdotti i sistemi load sensing ad utenza multipla compensati. La pompa in questo caso risulta comunque sovradimensionata visto che raramente andrà a lavorare nelle condizioni di massima portata.
Un ulteriore passo in avanti è stato fatto con l'introduzione dei sistemi load sensing antisaturazione  che permettono di sottodimensionare la pompa visto che lavora anche in condizioni di saturazione di portata.
Tramite questi sistemi è possibile avere un miglioramento sia dell'ingombro sia di un controllo preciso che una riduzione delle dissipazioni termiche.
I sistemi load sensing sono impiegati sia per le macchine movimento terra che per macchine agricole di piccola media e grande taglia.
Il caso più semplice è dato dagli scavatori dove un sistema load sensing antisaturazione ad utenza multipla alimentato da una sola pompa permette di controllare ben nove funzioni: traslazione a destra e sinistra, rotazione, angolazione del braccio di scavo, lama, primo e secondo braccio, benna e ausiliario.